# Johan Magnus Lindstedt
Johan Magnus Lindstedt, född 14 juli 1844 i Långasjö socken, död 18 mars 1918 i Torsås socken, var en svensk präst och kommunalpolitiker.
Johan Magnus Lindstedt var son till hemmansägaren Carl Pettersson. Efter skolgång i Växjö och Karlskrona blev han 1869 student vid Uppsala universitet och avlade en teoretisk-teologisk examen där 1870. Samma år prästvigdes han i Ljungby församling och innehade därefter flera olika prästtjänster i närheten av Kalmar och Öland, 1871-1872 i Långlöts församling, 1872-1874 i Torsås församling, 1874-1875 i Kalmar innan han 1875 blev komminister i Löts och Alböke församlingar. 1875-1877 var han samtidigt tillförordnad komminister i Föra och Persnäs. Efter pastoralexamen i Kalmar 1878 blev Lindstedt 1879 kyrkoherde i Borgholms församling. Under sin tid som kyrkoherde här var han 1880-1892 ordförande i Borgholms stadsfullmäktige och genomförde ett intensivt arbete för att göra staden till en attraktiv badort. Lindstedt utnämndes 1891 till kyrkoherde i Torsås församling, en tjänst han tillträdde 1893 och arbetade där hårt för att stärka ortens näringsliv. Han arbetade intensivt för att få en järnväg till bygden och var 1897-1909 ledamot av styrelsen för Kalmar–Torsås Järnvägsaktiebolag. Lindstedt var 1904-1912 kontraktsprost i Södra Möre kontrakt, vice ordförande i centralstyrelsen för Allmänna svenska prästföreningen 1903-1913 och ledamot av kyrkomötet 1908, 1909 och 1910. Han blev 1917 teologie hedersdoktor vid Uppsala universitet.